# 蓬埃贝尔
蓬埃贝尔（法語：Pont-Hébert，法語發音：[pɔ̃ ebɛʁ]）是法国芒什省的一个市镇，属于圣洛区。该市镇于2018年由原蓬埃贝尔与市镇勒奥梅达尔特奈合并而成。

## 地理
蓬埃贝尔（49°10'1"N, 1°8'0"W）面积29.84 平方千米，位于法国诺曼底大区芒什省，该省份为法国西北部沿海省份，西、北、东北三面环大西洋，东起顺时针与卡爾瓦多斯省、奧恩省、马耶讷省和伊勒-维莱讷省接壤。
与蓬埃贝尔接壤的市镇（或旧市镇、城区）包括：勒代泽尔、卡维尼、拉莫夫、朗庞、阿米尼、勒米伊莱马赖、泰尔瓦勒、特里布乌、格赖涅-梅尼勒昂戈。
蓬埃贝尔的时区为UTC+01:00、UTC+02:00（夏令时）。

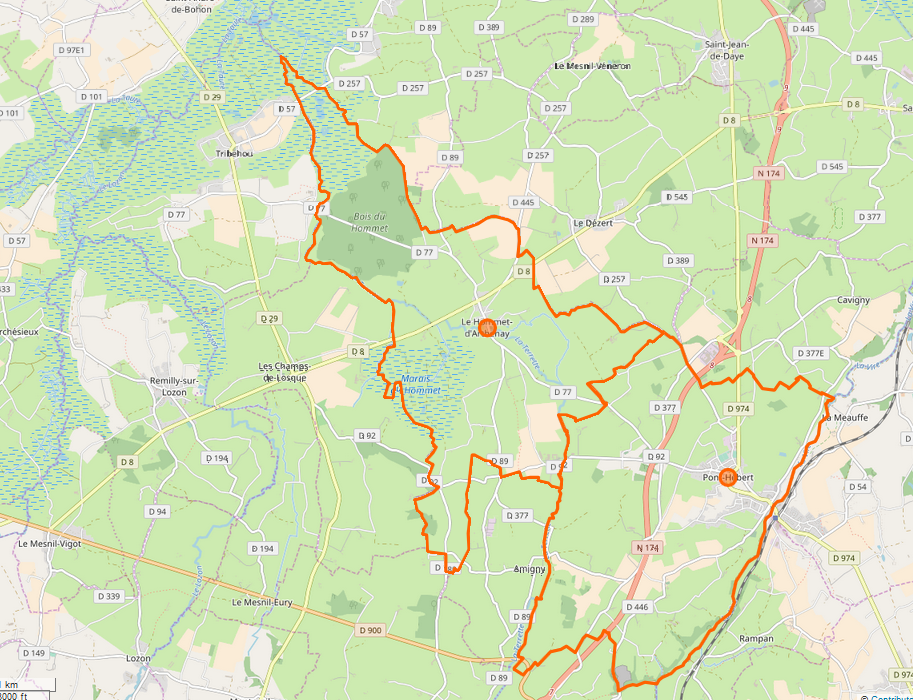
蓬埃贝尔的OSM定位图

## 行政
蓬埃贝尔的邮政编码为50880，INSEE市镇编码为50409。

## 政治
蓬埃贝尔所属的省级选区为蓬埃贝尔县。

## 人口

1962-2008年间蓬埃贝尔人口变化图示

蓬埃贝尔于2022年1月1日时的人口数量为1902人。